# 제24회 골든 글로브상
제24회 골든 글로브상은 1966년 상영된 영화 중 가장 뛰어난 영화를 수상하기 위해 1967년 2월에 열린 시상식이다. 미국,엠버서더 호텔/코코넛 그로브에서 개최되었다.

## 수상 및 후보

### 세실 B. 데밀 상
- 찰톤 헤스톤 수상

### 작품상-드라마
- 사계의 사나이 - 프레드 진네만 수상
- 야성의 엘자 - 제임스 힐
- 4인의 프로페셔널 - 리처드 브룩스
- 산파블로 - 로버트 와이즈
- 누가 버지니아 울프를 두려워하랴 - 마이크 니콜스

### 여우주연상-드라마
- 남과 여 - 아누크 에메 수상
- 야성의 엘자 - 버지니아 맥케나
- 중심가의 상점 - 이다 카민스카
- 디스 프로퍼티 이즈 컴덤드 - 나탈리 우드
- 누가 버지니아 울프를 두려워하랴 - 엘리자베스 테일러

### 남우주연상-드라마
- 사계의 사나이 - 폴 스코필드 수상
- 알피 - 마이클 케인
- 하와이 - 막스 폰 시도우
- 산파블로 - 스티브 맥퀸
- 누가 버지니아 울프를 두려워하랴 - 리처드 버튼

### 작품상-뮤지컬코미디
- 러시안스 - 노만 주이슨 수상
- 퍼니 씽 해펀드 온 더 웨이 투 더 포럼 - 리처드 레스터
- 갬빗 - 로널드 님
- 낫 위드 마이 와이프 유 돈 - Norman Panama
- 유어 빅 보이 나우 - 프란시스 포드 코폴라

### 여우주연상-뮤지컬코미디
- 조지 걸 - 린 레드그레이브 수상
- 애니 웬즈데이 - 제인 폰다
- 갬빗 - 셜리 맥클레인
- 모건 - 바네사 레드그레이브
- 유어 빅 보이 나우 - 엘리자베스 하트먼

### 남우주연상-뮤지컬코미디
- 러시안스 - 알란 아킨 수상
- 포춘 쿠키 - 월터 매튜
- 갬빗 - 마이클 케인
- 조지 걸 - 앨런 베이츠
- 스파이 위드 어 콜드 노즈 - 리오넬 제프리스

### 여우조연상
- 하와이 - 조슬린 라가드 수상
- 알피 - 비비안 머천트
- 알피 - 쉘리 윈터스
- 누가 버지니아 울프를 두려워하랴 - 샌디 데니스
- 유어 빅 보이 나우 - 제라르딘 페이지

### 남우조연상
- 산파블로 - 리차드 아텐보로 수상
- 애펄루사 - 존 색슨
- 사계의 사나이 - 로버트 쇼
- 산파블로 - 마코
- 누가 버지니아 울프를 두려워하랴 - 조지 시걸

### 외국어 영화상
- 남과 여 - 끌로드 를르슈 수상
- 햄릿 - 그리고리 코진세브
- 금발 소녀의 사랑 - 밀로스 포먼
- 임파서블 온 새터데이 - 알렉스 조페
- 시그노르 & 시그노리 - 피에트로 제르미

### 감독상
- 사계의 사나이 - 프레드 진네만 수상
- 알피 - 루이스 길버트
- 산파블로 - 로버트 와이즈
- 남과 여 - 끌로드 를르슈
- 누가 버지니아 울프를 두려워하랴 - 마이크 니콜스

### 각본상
- 사계의 사나이 - 로버트 볼트 수상
- 알피 - 빌 노턴
- 러시안스 - 윌리엄 로즈
- 산파블로 - 로버트 앤더슨
- 누가 버지니아 울프를 두려워하랴 - 어니스트 레흐먼

### 음악상
- 하와이 - 엘머 번스타인 수상
- 천지창조 - 마유즈미 토시로
- 파리는 불타고 있는가? - 모리스 자르
- 산파블로 - 제리 골드스미스
- 남과 여 - Francis Lai

### 주제가상
- 맨 콜드 겟 킬드 - Bert Kaempfert 수상
- 알피 - 버트 바카락
- 야성의 엘자 - 존 배리 외
- 조지 걸 - 톰 스프링필드
- 남과 여 - Francis Lai